# Іржі Єдлічка
Іржі Єдлічка (чеськ. Jiří Jedlička, 5 лютого 1987) — чеський плавець.
Учасник Олімпійських Ігор 2008 року.